# Championnat de France Superdivision de tennis de table 1991-1992
 (décembre 2024).
Navigation
Nationale 1 1990-1991 Superdivision 1992-1993
| \| Levallois SC TT SAG Cestas TT Élan Chevilly Montpellier H/F USKB ACBB USO Mondeville CAM Bordeaux \| Localisation des clubs engagés dans le championnat. |
| Levallois SC TT SAG Cestas TT Élan Chevilly Montpellier H/F USKB ACBB USO Mondeville CAM Bordeaux                                                           |

La première édition de la Superdivision a été remporté par Levallois chez les hommes et par Boulogne-Billancourt qui conservent leurs titres de Champions de France acquis respectivement en 1988 et 1989. Bois-Colombes et Chalons-sur-Marne chez les hommes et le SMEC Metz et l'USO Mondeville (dont il s'agissait de la première saison à ce niveau) sont sportivement relégués en Nationale 1 à l'issue de la saison.
| Hommes                 | Femmes                        |
| ---------------------- | ----------------------------- |
| Levallois SC TT (1er)  | AC Boulogne-Billancourt (1er) |
| SAG Cestas TT (2e)     | US Kremlin Bicêtre (2e)       |
| Montpellier TT         | Montpellier TT (3e)           |
| Élan Chevilly-Larue TT | CAM Bordeaux                  |
| Bois-Colombes          | SMEC Metz                     |
| Chalons-sur-Marne      | USO Mondeville TT             |